# Уолтер I де Клиффорд
Уолтер I де Клиффорд (англ. Walter I de Clifford), также известный как Уолтер Фиц-Ричард (англ. Walter Fitz Richard; ум. 1190) — английский землевладелец, феодальный барон Клиффорда, сын Ричарда Фиц-Понса и Матильды Фиц-Уолтер. Уолтер был первым представителем рода, который владел замком Клиффорд, по которому потомки Уолтера носили патроним Клиффордов. Также Уолтер был владельцем замка Бронлис на англо-валлийской границе.

## Биография
Уолтер происходил из англо-нормандского рода Фиц-Понсов, который после Нормандского завоевания получил поместья в Херефордшире, Беркшире и ряде других областей. Его отец, Ричард Фиц-Понс, умер, вероятно, между 1127 и 1129 годами, после чего Уолтер унаследовал его владения. Также он получил владения двух братьев отца — Уолтера и Дрого Фиц-Понсов.
Первоначально Уолтер носил патроним Фиц-Ричард. Впервые в источниках он упоминается в хартии, датированным около 1127 года. Казначейский свиток 1130 года помещает Уолтера в Глостершире. В хартии короля Стефана, датированным 1138 годом, сообщается о пожертвовании Уолтером монастырю Святого Петра в Глостере. Именно в этом документе Уолтер впервые упоминается с патронимом «де Клиффорд», который стал в итоге именем рода Клиффордов.
Обстоятельства, при которых Уолтер получил во владение замок Клиффорд в Херефордшире, документально не установлены. Известно, что 1075 году замком от имени короля управлял Рауль II де Тосни. По одной версии Уолтер получил замок как приданое за своей женой Маргарет, которая, возможно, была дочерью Рауля IV де Тосни. По другой замком владела Матильда Фиц-Уолтер, мать Уолтера, от которой он его и унаследовал.
В валлийской хронике Уолтер де Клиффорд упоминается как лорд замка Лландовери. В 1157—1159 годах он разорил земли Риса ап Грифида, который пожаловался на это королю Генриху II Плантагенету, однако его жалоба была проигнорирована. «Анналы Камбрии» в записи под 1164 годом сообщают, что Уолтер Клиффорд убил Кадугана, сына Маредута.
В середине правления Генриха II Уолтер де Клиффорд получил ряд поместий в Шропшире. Его дочь, Розамунда Клиффорд, в 1166—1176 годах была королевской любовницей. Уолтер де Клиффорд также известен как благотворитель ряда монастырей, в частности Хогмонд, Дор, Годстоу.
Уолтер умер в 1190 году. Ему наследовал старший сын Уолтер II де Клиффорд.

## Брак и дети
Жена: Маргарет (ум. до 1185), возможно дочь Рауля IV де Тосни и Аделизы Хантингтонской. Дети:
- (?) Амиция; муж: Осбьерн Фиц-Хью (ум. после августа 1180)
- Люси; муж: Хьюго де Сэй I (ум. 1190)
- Уолтер II де Клиффорд (ум. до августа 1213), шериф Херефордшира
- Уильям де Клиффорд (ум. после 1198)
- Ричард де Клиффорд (ум. до 23 января 1221), родоначальник Клиффордов из Фремптона
- Уильям де Клиффорд (ум. после 1198)
- Розамунда де Клиффорд (ум. 1176), любовница короля Англии Генриха II Плантагенета